# U 257
U 257 war ein deutsches U-Boot vom Typ VII C, das im U-Boot-Krieg während des Zweiten Weltkrieges von der deutschen Kriegsmarine in der Biskaya und im Nordatlantik eingesetzt wurde.

## Bau
Das Boot wurde auf der Vegesacker Werft der Bremer Vulkan gebaut, die seit 1934, zum Teil unter Umgehung der Bestimmungen des Versailler Vertrages, U-Boote für die Reichsmarine und später für die Kriegsmarine fertigte. U 257 gehörte zu dem zweiten Bauauftrag, der nach Kriegsbeginn an die Bremer Vulkan erging. Am 14. Januar 1942 stellte Oberleutnant zur See Heinz Rahe U 257 in Dienst.  Wie die meisten deutschen U-Boote seiner Zeit führte auch U 257 ein bootsspezifisches Zeichen. Es handelte sich um die Abbildung eines springenden Wolfes.

## Einsatz und Geschichte
Nach der Indienststellung war U 257 zunächst der 5. U-Flottille als Ausbildungsboot zugeteilt und in Kiel stationiert. Kommandant Rahe unternahm in dieser Zeit Ausbildungsfahrten in der Ostsee zum Einfahren des Bootes und zum Training der Besatzung. Am 1. Oktober 1942 wurde das Boot der 3. U-Flottille als Frontboot zugeteilt und im Stützpunkt La Pallice an der nordfranzösischen Atlantikküste stationiert.

### Einsätze gegen Geleitzüge
Die erste Unternehmung des Bootes begann am 19. September 1942. U 257 lief zunächst von Kiel aus die norwegischen Stützpunkte der Kriegsmarine in Kristiansand und Bergen an und fuhr schließlich in das vorgesehene Operationsgebiet im Nordatlantik. Am 18. Oktober lief das Boot im neuen Stützpunkt La Pallice ein. Die zweite Unternehmung Mitte Dezember musste nach wenigen Tagen wegen Beschädigung des Bootes und der Erkrankung eines Besatzungsmitglieds abgebrochen werden.
Am 22. Dezember 1942 lief Kommandant Rahe dann mit U 257 zur dritten Unternehmung aus. Auf seinen Unternehmungen im Herbst des Jahres 1942 gehörte U 257 mehreren U-Bootgruppen an, namentlich den Gruppen Luchs, Falke und Landsknecht, die nach Maßgabe der von Karl Dönitz entwickelten Rudeltaktik im Atlantik nach alliierten Geleitzügen suchten Kommandant Rahe kehrte mit U 257 Mitte Februar nach La Pallice zurück, ohne ein Schiff versenkt oder beschädigt zu haben.
Auf der vierten Unternehmung, die vom 14. März 1943 bis zum 7. Mai 1943 dauerte, und während der fünften Unternehmung, zwischen dem 12. Juni 1943 und dem 15. September 1943, war das Boot den U-Bootgruppen Seewolf, Adler, Meise und Specht zugeteilt. Auch bei diesen Einsätzen, die das Boot bis in den Mittelatlantik und in die Gewässer vor Freetown führten, versenkte Kommandant Rahe keine gegnerischen Schiffe. Mitte November verlegte das Boot von Lorient nach Saint-Nazaire. Von hier aus brach Kommandant Rahe mit U 257  am 2. Januar 1944 zu seiner letzten Unternehmung auf.

### Köder in der Biskaya, Wetter im Atlantik
Zunächst war U 257 damit beauftragt, in der Biskaya Radar-„Köder“ vom Modell Thetis auszulegen. Bei den Thetis-Ködern handelte es sich um über vier Meter lange Rundhölzer, an denen Stanniolstreifen befestigt waren. Unter Wasser wurden diese Hölzer von einer Eisenstange im Gleichgewicht gehalten, so dass sie, auf einer kleinen Plattform aus Kork treibend, aufrecht im Wasser standen. Diese Konstruktion sollte gegnerischen Ortungsflugzeugen einen lohnenswerten Radarkontakt vortäuschen. Im Anschluss an diese Aufgabe erhielt Rahe die Anweisung, mit dem Blockadebrecher Rio Grande zusammenzutreffen, um dessen Kommandanten aktuelles Kartenmaterial zu übergeben. Die Rio Grande wurde zu diesem Zeitpunkt aus Japan zurückerwartet, war allerdings bereits verlorengegangen. Im Anschluss an ein Gefecht mit US-amerikanischen Seestreitkräften war das beschädigte Schiff von der eigenen Besatzung am 4. Januar ohne Kenntnis der Kriegsmarine selbstversenkt worden. Am 27. Januar kam die U-Bootführung zu dem Schluss, dass die Rio Grande ausbleiben würde und erteilte Rahe den Auftrag, mit seinem Boot Wetterbeobachtungen zu erfassen und weiterzugeben. Dabei stieß Rahe auf den alliierten Geleitzug SC 153.

### Verlust des Bootes

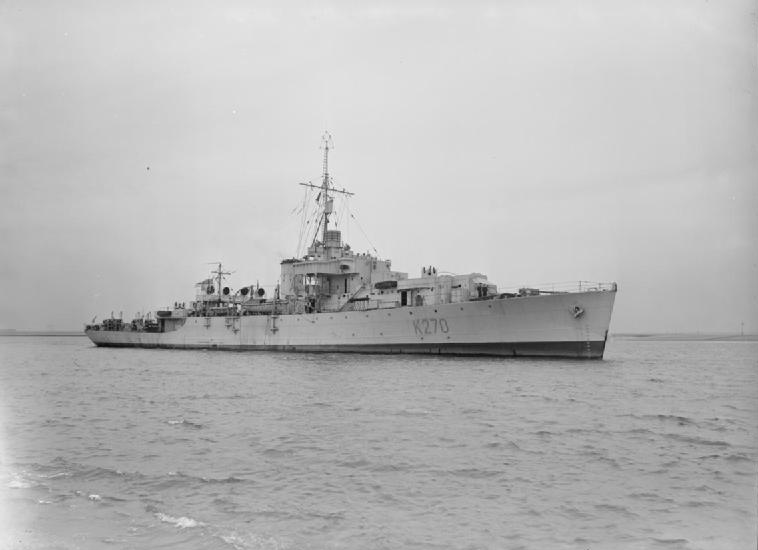
Die HMS Nene half beim Angriff auf U 257

Ende Februar 1944 meldete die Besatzung des ASDIC der kanadischen Fregatte Waskesia einen Kontakt, der als U-Boot identifiziert wurde. Obwohl der Kommandeur der Geleitsicherungsgruppe, die den Geleitzug SC 153 sicherte, nicht an ein U-Boot glaubte, überzeugten die ASDIC-Spezialisten der Waskesia  ihren Kommandanten, die U-Bootjagd aufzunehmen.  Bei den anschließenden Wasserbombenangriffen wurde die Waskosia von der britischen Fregatte Nene unterstützt.
Schließlich ließ Kommandant Rahe auftauchen und befahl, das Boot aufzugeben. Unter starkem Artilleriefeuer der Waskosia leitete die Besatzung von U 257 die Selbstversenkung ein und verließ das Boot. Im Gefecht mit der Waskesia und beim darauf folgenden Untergang des Bootes starben 31 Mann der Besatzung von U 257. Ein Offizier, sechs Unteroffiziere und 12 Mannschaften überlebten den Verlust des Bootes und kamen in Kriegsgefangenschaft. Sie berichteten, dass Rahe an Bord von U 257 zurückgeblieben war, seinen Tauchretter einem Besatzungsmitglied in einem Schlauchboot zugeworfen und sich wahrscheinlich anschließend erschossen habe.